# Les Grandes-Armoises
Les Grandes-Armoises – miejscowość i gmina we Francji, w regionie Grand Est, w departamencie Ardeny.
Według danych na rok 1990 gminę zamieszkiwały 54 osoby, a gęstość zaludnienia wynosiła 12 osób/km².

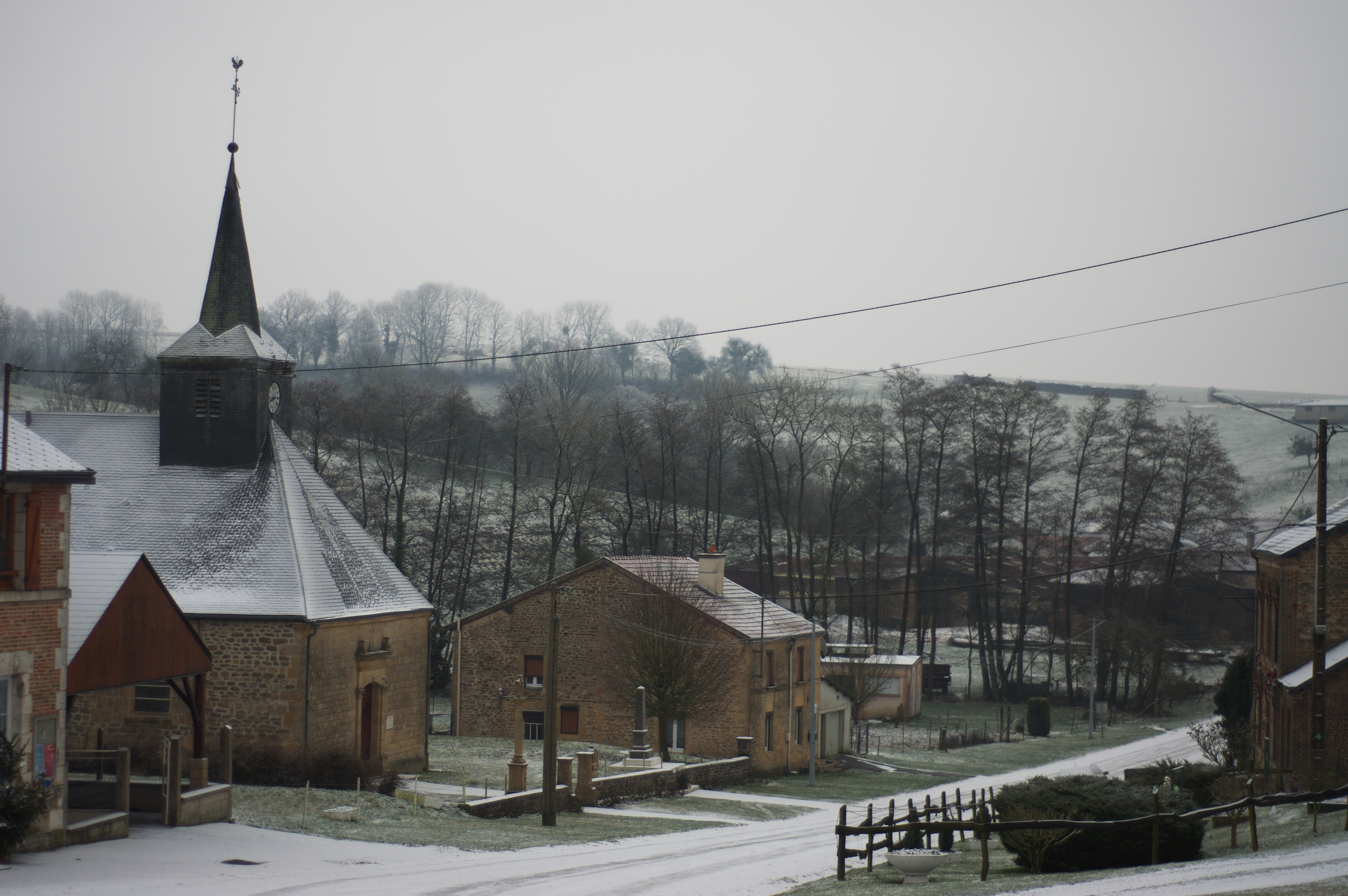
Kościół w Les Grandes-Armoises, 2010